# Eucamptodontopsis brittoniae
Eucamptodontopsis brittoniae är en bladmossart som beskrevs av Bruce H. Allen 1990. Eucamptodontopsis brittoniae ingår i släktet Eucamptodontopsis och familjen Dicranaceae. Inga underarter finns listade i Catalogue of Life.